# Kathy Leander
Kathy Leander (cuyo nombre real es Katrin Meyer) es una cantante nacida en una pequeña población del cantón de Jura, Suiza, el 14 de mayo de 1963. Desde los trece años, formó parte del coro de la iglesia de su localidad natal y participó en diferentes clases de eventos.
En 1989 se trasladó a Ginebra donde comenzó a cantar en distintos locales.
Leander fue una de las mejores intérpretes del festival de música country de Ginebra en 1991 y en 1992 se hizo con la victoria en el Festival Europa celebrado en Burdeos, Francia.
Trabajaba como empleada de banca en Ginebra cuando fue seleccionada por la televisión suiza para representar a su país en Festival de la Canción de Eurovisión 1996 en Oslo, Noruega. Su canción se titulaba Mon coeur l'aime (Mi corazón le ama) y sólo consiguió obtener la posición 16 con 22 puntos.
A su regreso del festival, continuó con su antigua ocupación. Más tarde, se vio envuelta en una disputa con su compositor y productor, Régis Mounir y sus esperanzas de comenzar una carrera como cantante fueron desapareciendo.
Desde 2001 ha participado como corista del famoso músico suizo, Stef de Genf.
En el año 2003 participó en el concurso Merci, on vous écrira organizado por el canal de televisión suizo TSR, alcanzando la tercera posición. Tres años más tarde, en abril de 2006, publicaría su primer álbum en solitario bajo el título Je m'ennuie de vous.